# (400102) 2006 TS53
(400102) 2006 TS53 es un asteroide perteneciente al cinturón de asteroides, descubierto el 12 de octubre de 2006 por el equipo del Spacewatch desde el Observatorio Nacional de Kitt Peak, Arizona, Estados Unidos.

## Designación y nombre
Designado provisionalmente como 2006 TS53.

## Características orbitales
2006 TS53 está situado a una distancia media del Sol de 2,640 ua, pudiendo alejarse hasta 3,223 ua y acercarse hasta 2,056 ua. Su excentricidad es 0,221 y la inclinación orbital 3,764 grados. Emplea 1567,04 días en completar una órbita alrededor del Sol.

## Características físicas
La magnitud absoluta de 2006 TS53 es 17,3.